# 水野利夫
水野 利夫（みずの としお、1952年3月31日 - ）は、日本の陸上競技選手。群馬県出身。専門は短距離走、元400m日本記録保持者。

## 略歴
群馬県立高崎商業高等学校時代にインターハイを制した。
順天堂大学へ進学し、1974年第7回アジア大会（テヘラン）に出場し、400メートルリレー走で4位だった。大学卒業後は高崎工業高等学校教員となった。
1975年日本陸上競技選手権大会男子400ｍで優勝し、46秒86の日本新記録（当時）をマークした。